# Giovanni Battista Ughetti
Giovanni Battista Ughetti (Venaria Reale, 8 luglio 1852 – Catania, 29 agosto 1930) è stato un medico e scrittore italiano.

## Biografia
Studiò medicina all'Università di Catania nella quale insegnò poi patologia generale. Fu il primo a scoprire il batterio neisseria meningitidis, più noto come meningococco, anche se poi la sua scoperta fu perfezionata da Anton Weichselbaum.
Oltre che medico fu anche un prolifico scrittore e pubblicò diversi romanzi nell'arco di oltre un trentennio.
A Catania gli è stata intitolata una via.

## Opere
- La febbre, Milano, 1893
- Medici e clienti, Palermo, 1898
- Manuale clinico di diagnosi delle febbri, Palermo, 1903
- Sulla via della scienza, Palermo, 1907
- Il dottor Valdina, romanzo per medici e clienti, Palermo, 1909
- Viaggio intorno al mio studio, Palermo, 1911
- I medici e la medicina, Torino, 1920
- L'arte di non invecchiare, Palermo, 1922
- Il mondo senza donne, Milano, 1925
- Amarezze della vita, Torino, 1929
- Medici poeti, Torino, 1929